# Ali Salem
Ali Salem o Ali Salim (àrab: على سالم, ʿAlī Sālim, ˈʕæli ˈsæːlem) (el Caire, 24 de febrer de 1936 - Guiza, 22 de setembre de 2015) va ser un dramaturg, escriptor i comentarista polític egipci, conegut per la seva controvertida proposta de cooperació amb Israel. Los Angeles Times el va qualificar una vegada com «un home gran i fort conegut per la seva intel·ligència satírica.»
Des de l'estrena de la seva primera obra el 1965, va escriure 25 obres de teatre i quinze llibres. Una de les més conegudes, L'escola de trobadors, debutà el 1971 i presentava una classe de nens esvalotadors transformada per un mestre motivador. Les seves obres El fantasma d'Heliòpolis, La comèdia d'Èdip, L'home que va enganyar als àngels i El bufet s'han convertit en «clàssics del teatre egipci.» Les obres de Salem sovint inclouen crítiques al·legòriques de la política egípcia amb una forta vena d'humor i sàtira.
El 1994 va escriure un llibre titulat El meu viatge cap a Israel sobre un viatge que el va portar al país per satisfer la seva curiositat al respecte després de la signatura dels Acords d'Oslo. Més tard va afirmar que el viatge no era «un viatge d'amor, sinó un intent seriós de desfer-se de l'odi. L'odi ens impedeix conèixer la realitat com és.» Va passar 23 nits a Israel i va concloure que «una veritable cooperació entre les dues nacions hauria de ser possible.» Tot i que el llibre va vendre més de 60.000 còpies, un best-seller en els estàndards egipcis, va provocar una gran polèmica i Salem va ser posteriorment condemnat a l'ostracisme per la comunitat intel·lectual egípcia i expulsat del Sindicat d'Escriptors com a resultat de la seva «propaganda.» No va estrenar cap obra ni guió de pel·lícula produïda a Egipte després de la publicació del llibre, tot i que va continuar aportant columnes a mitjans de comunicació estrangers com Al Hayat. Les memòries de Salem foren adaptades posteriorment per Ari Roth en l'obra Ali Salem Drives to Israel, que es va estrenar als Estats Units l'any 2005.
En 2008 va guanyar els 50.000 dòlars del Premi al Coratge Civil de la Train Foundation en reconeixement de la seva oposició a l'extremisme islàmic i el seu suport a la cooperació amb Israel. També va obtenir un doctorat honorífic a la Universitat Ben-Gurion del Negev en 2005.
Va morir el 22 de setembre de 2015 després d'una llarga malaltia.